# Wayne Hynes
Wayne Hynes (* 26. Mai 1969 in Calgary, Alberta) ist ein ehemaliger kanadisch-deutscher Eishockeyspieler. Als Spieler war Hynes in der Deutsche Eishockey Liga für die Schwenninger Wild Wings, die München Barons, die Adler Mannheim sowie für die Hamburg Freezers und die Hannover Scorpions aktiv. Seit seinem Karriereende ist er als Trainer tätig.

## Spielerkarriere
Der 1,82 m große Center begann seine Karriere bei den Medicine Hat Tigers in der kanadischen Juniorenliga Western Hockey League, nach zwei Jahren im Team der University of Calgary im Spielbetrieb der Canadian Interuniversity Sport wechselte der Linksschütze schließlich zum Grefrather EC in die 2. Bundesliga.
Nach dem Abstieg der Grefrather in die Oberliga und einem weiteren Jahr beim TuS Geretsried unterschrieb Hynes einen Vertrag bei den Schwenninger Wild Wings, für die er fünf Jahre lang in der neu gegründeten Deutsche Eishockey Liga (DEL) spielte. Nachdem der Kanadier die Play-offs der Saison 1998/99 beim Schweizer Zweitligisten SC Langnau verbracht hatte, wechselte er zur Saison 1999/00 zurück in die DEL zu den München Barons, mit denen er im selben Jahr die deutsche Meisterschaft gewinnen konnte. Nach drei Jahren bei den Adler Mannheim, die auch den erneuten Gewinn der Meisterschaft 2001 beinhalteten, wechselte Hynes zum Ligakonkurrenten Hamburg Freezers, seine letzte DEL Station waren die Hannover Scorpions in der Saison 2004/05.
Im Sommer 2005 ging der Stürmer erneut zum inzwischen in die 2. Bundesliga abgestiegenen Schwenninger ERC, seine Spielerkarriere beendete Hynes 2007 beim Zweitliga-Vizemeister Kassel Huskies.

### International
Für die deutsche Eishockeynationalmannschaft bestritt der gebürtige Kanadier die Weltmeisterschaften 2001 und 2002, außerdem stand er für das deutsche Team bei den Olympischen Spielen 2002 in Salt Lake City auf dem Eis.

## Erfolge und Auszeichnungen
- 2002 Teilnahme am DEL All-Star Game

## Trainerkarriere
Seine Trainerkarriere begann in der Saison 2007/08 bei den Eisbären Regensburg. Am 8. Januar 2008 gaben die Eisbären Regensburg bekannt, dass Wayne Hynes ab sofort von der Erfüllung seiner vertraglichen Verpflichtungen als Trainer entbunden wurde. Ab November 2008 trainierte er die Eispiraten Crimmitschau, ehe er seinen Vertrag nach der Saison 2009/10 aus privaten Gründen nicht mehr verlängerte.
Ab Dezember 2014 war Hynes Co-Trainer der ersten Mannschaft der Schwenninger Wild Wings. Wayne Hynes war bis dato als hauptamtlicher Nachwuchstrainer beim Schwenninger ERC tätig und coachte die dortige Bundesliga-Schülermannschaft.

## Karrierestatistik
(Legende zur Spielerstatistik: Sp oder GP = absolvierte Spiele; T oder G = erzielte Tore; V oder A = erzielte Assists; Pkt oder Pts = erzielte Scorerpunkte; SM oder PIM = erhaltene Strafminuten; +/− = Plus/Minus-Bilanz; PP = erzielte Überzahltore; SH = erzielte Unterzahltore; GW = erzielte Siegtore; 1 Play-downs/Relegation; Kursiv: Statistik nicht vollständig)